# Vila Josefa Jelínka
Vila Josefa Jelínka je rodinný dům, který stojí v Praze 5-Hlubočepích ve vilové čtvrti Barrandov v ulici Barrandovská.

## Historie
Vila byla postavena pro majitele stavební firmy Ing. Josefa Jelínka roku 1941.

## Popis
Dvoupodlažní vila v podobě haciendy je kryta nízkou střechou. Oplocení pozemku bylo původně ve funkcionalistickém stylu - rám s drátěnou výplní na nízké podezdívce z vápence. Kovový rám na světlo na severozápadním průčelí domu má výplň v podobě jelínka a upozorňuje na jméno stavebníka.